# Ibragim Aldatov
Ibragim Aldatov (Aldattaty) (* 4. listopadu 1983) je bývalý ruský zápasník–volnostylař osetské národnosti, který od roku 2006 reprezentoval Ukrajinu.

## Sportovní kariéra
Zápasení se věnoval od 11 let v Beslanu pod vedením Valentina Gozojeva. Ve 14 letech se přesunul na střední sportovní školu do Vladikavkazu, kde se připravoval pod vedením Artura Bazajeva. V ruské volnostylařské reprezentaci se neprosazoval, proto přijal v roce 2006 nabídku nového ukrajinského reprezentačního trenéra Elbruse Tedejeva reprezentovat Ukrajinu. Oba měli společného osobního trenéra Artura Bazajeva. Hned při svém prvním startu za Ukrajinu získal titul mistra světa ve váze do 74 kg. V roce 2008 však nebyl v optimální formě. Mluvilo se o problémách se shazováním váhy. Na olympijských hrách v Pekingu prohrál v úvodním kole s reprezentantem Kyrgyzstánu Dagestáncem Arsenem Gitinovem ve třech setech v poměru 1:2.
Od roku 2009 přestoupil do vyšší váhy do 84 kg. V roce 2011 se druhým místem na mistrovství světa v Istanbulu kvalifikoval na olympijské hry v Londýně v roce 2012. V Londýně mu však nepřálo nalosování. V úvodním kole porazil spolufavorita, osetského krajana v reprezentaci Uzbekistánu Zaurbeka Sochijeva 2:1 na sety. Ve druhém kole prohrál 1:2 na sety s ruským Kabarďanem Anzorem Uryševem.
Od roku 2014 trávil více času s mladou rodinou ve Vladikavkazu a jeho post reprezentační jedničky začali ohrožovat Ljubomyr Sahaljuk a rodák z gruzínského Choni Džambul Cotadze. V roce 2016 s konkurenty nevybojoval účastnickou kvótu pro start na olympijských hrách v Riu. Vzápětí ukončil sportovní kariéru.

## Výsledky
| Turnaj             | 2006 | 2007 | 2008 | 2009 | 2010 | 2011 | 2012 | 2013 | 2014 | 2015 | 2016 |
| Turnaj             | 23   | 24   | 25   | 26   | 27   | 28   | 29   | 30   | 31   | 32   | 33   |
| Turnaj             | -74  | -74  | -74  | -84  | -84  | -84  | -84  | -84  | -86  | -86  | -86  |
| ------------------ | ---- | ---- | ---- | ---- | ---- | ---- | ---- | ---- | ---- | ---- | ---- |
| Olympijské hry     |      |      | úč.  |      |      |      | úč.  |      |      |      | —    |
| Mistrovství světa  | 1.   | 2.   |      | 3.   | 5.   | 2.   |      | 1.   | —    | 7.   |      |
| Evropské hry       |      |      |      |      |      |      |      |      |      | —    |      |
| Mistrovství Evropy | —    | úč.  | 5.   | 2.   | 8.   | úč.  | —    | 3.   | —    | —    | 3.   |